# Nightmares (álbum de Architects)
Nightmares es el álbum debut de la banda de metalcore Architects. Es el único en participar el antiguo vocalista Matt Johnson y el antiguo bajista Tim Lucas. El sonido del álbum se distingue de los posteriores en ser mucho más caótico, así como menos enfocado en la melodía y los quiebres, aunque algunas canciones contienen algo de melodía e incluso se han escuchado voces limpias en un trozo de la canción They'll Be Hanging Us Tonight y en uno más pequeño pero notable en la canción In The Desert.
A diferencia de los posteriores álbumes, que están más orientados al metalcore (excepto The Here And Now, que es post-hardcore) este es el único que está completamente enfocado al mathcore,

## Lista de canciones
| N.º | Título                                   | Duración |  |
| 1.  | «To the Death»                           | 2:41     |  |
| 2.  | «You Don't Walk Away from Dismemberment» | 4:58     |  |
| 3.  | «Minesweeper»                            | 3:32     |  |
| 4.  | «They'll Be Hanging Us Tonight»          | 3:31     |  |
| 5.  | «This Confession Means Nothing»          | 3:29     |  |
| 6.  | «In the Desert»                          | 4:05     |  |
| 7.  | «A Portrait for the Deceased»            | 4:23     |  |
| 8.  | «The Darkest Tomb»                       | 3:42     |  |

## Participantes
- Matt Johnson (Voz)
- Tom Searle (†) (Guitarra)
- Tim Hillier-Brook (Guitarra)
- Tim Lucas (Bajo)
- Dan Searle (Batería)
- Producido por Karl Bareham y Architects
- Mezclado por Karl Bareham
- Concepto y arte por tankaxelove.com

- Datos: Q7033970